# .aq
.aq è il dominio di primo livello nazionale assegnato all'Antartide.
La registrazione dei domini è gratuita e ha durata 24 mesi.